# Саратовское пехотное училище
Саратовское пехотное училище — военное учебное заведение Красной и Советской Армий Вооружённых Сил Союза Советских Социалистических Республик.
Военное училище (ВУ), в городе Саратов, осуществляло военную подготовку среднего командного состава (командиров взводов) для стрелковых и артиллерийских войск Красной и Советской Армий, в период с 1942 года по 1954 год. Училище дислоцировалось на территории городка № 7, бывшего Спасо-Преображенского монастыря, закрытого советской властью, в 1926 году. Полное действительное наименование вновь формируемого военного училища (учебного формирования), согласно Приказа Народного комиссара обороны Союза ССР № 0194 «О присвоении наименований вновь формируемым военным училищам Красной Армии», от 17 марта 1942 года, — Саратовское военное пехотное училище Красной Армии.

## История
В 1926 году, в связи с борьбой с православием был закрыт (на месте будущей «Стрелки» (Кировский район)) мужской Спасо-Преображенский монастырь, ведущий свою историю с 1680 года. Власть рабочих и крестьян после конфискации имущества Русской православной церкви пробовала разместить на этой территории и в зданиях монастыря (в некоторых документах Городок № 7) службы коммунального хозяйства города, позже приют для беспризорных детей города и губернии, но в 1931 году, городские власти приняли решение передать эту территорию военному ведомству. Народный комиссариат обороны Союза ССР организовал на этой территории сборно-пересыльный пункт органа местного военного управления (военного комиссариата), а позднее расквартировали и батальон связи РККА, с 1940 года, здесь располагался 12-й стрелковый полк (12 сп) 53-й стрелковой дивизии (53 сд). Стрелковая дивизия № 53 входила в состав 63-го стрелкового корпуса. 12 сп переселился сюда, из зданий расположенных на современной площади Фрунзе (бывшая Ильинская площадь). 12 июня 1941 года 12-й полк стрелков погрузился в воинские поезда и убыл железнодорожным маршем к другому месту постоянной дислокации. 22 июня 1941 года началась агрессия и геноцид устроенный Германией, её сателлитами и союзниками (объединённой Гитлером Европы) против народов и народностей советской России.
В связи с нехваткой средних командных кадров в Красной Армии, на театре войны (фронте) Великой Отечественной, руководством (партией и правительством) Советского Союза было принято решение организовать (открыть) новые военные учебные заведения (военные училища Красной Армии), в различных населённых пунктах СССР, для подготовки среднего командного состава РККА ВС Союза ССР, одним из этих пунктов дислокации нового ВУ стал Саратов.
15 февраля 1942 года Приказом Народного комиссара обороны Союза ССР № 0106 Командующему войсками Приволжского военного округа было предписано «сформировать в городе Саратове военное пехотное училище Красной армии с целью подготовки командных кадров для стрелковых, пулемётных и миномётных подразделений», так было начато сформирование Саратовского военного пехотного училища, под руководством полковника Лебедева, затем М. М. Романова, а позже начальником СПУ был назначен, с 20 апреля 1942 года, полковник И. С. Гогунов. В СПУ всё организовывалось практически с нуля, силами постоянного и переменного состава (курсантами): служебные помещения для руководства, казармы для постоянного и переменного личного состава, столовая, конюшни для лошадей, учебные классы, стрельбище на полигоне для обучения военнослужащих, парк, склады и так далее.

... В приказе Народного комиссариата обороны СССР № 0194, от 17 марта 1942 года, читаем: «Формирование Саратовского военного пехотного училища закончено 1 марта 1942 года». В том же приказе: «Годовой праздник училища установить 1 марта 1942 года в день его сформирования». ...— 
Первые теоретические занятия проводились во всех возможных помещениях в том числе и казармах, где курсанты располагались на табуретках или на нарах, а практические на территории училища. Учебные занятия проводились по 12 часов в сутки. Кроме учёбы и строительства военнослужащие пехотного училища участвовали в ликвидации последствий авиационных бомбежек противником Саратова и его окрестностей.
И уже в июне 1942 года все выпускники пехотного училища, а их обучение, как командиров взводов, проходило по ускоренной 4-х месячной программе военного обучения, в количестве семьсот семьдесят одного (771) человека после его окончания были направлены в действующую армию Красную Армию и Флот на фронт, в основном на Сталинградский.
С переломов в Великой Отечественной войне, с 1943 года, сроки и структура военного обучения стала меняться, стали поступать новые образцы вооружения и военной техники. Срок обучения курсантов был увеличен до одного года. В СПУ добавили ещё одну военно-учётную специальность подготовки командиров — командир противотанкового взвода. Позже будущих офицеров стали готовить в течение двух лет.
В 1944 году на территории училища был построен стрелковый тир, а в Татищевском районе было выделено место, в районе станции Никольское, там организовывались сборы, а для них был оборудован полевой лагерь и полигон.
В марте 1945 года, Саратовское, как и другие военные училища, было переведено на двух батальонную систему обучения, иными словами в нём произошло сокращение личного состава, а с сентября перешло на трёхлетний срок подготовки офицеров Красной Армии.
В годы Великой войны военное училище подготовило более 5 000 командиров стрелковых, пулемётных и миномётных взводов. В числе выпускников СПУ военных лет Герои Советского Союза Н. Ерощенко и В. М. Кузьмин, Герой Социалистического Труда писатель Василь Владимирович Быков, известный кинорежиссёр П. Е. Тодоровский, и многие другие.
С января 1946 года по май 1947 года, начальником Саратовского пехотного был Я. А. Мартыненко который занимался реорганизацией учебного процесса с учётом опыта боевых действий и того, что основу курсантов и большую часть преподавателей составляли фронтовики. Особое внимание он обращал на полевую выучку курсантов и на привитие боевых командирских качеств (в том числе уделял много внимания физподготовке), но по болезни ушёл в отставку, в мае 1947 года.
В 1948 году состоялся первый выпуск трёхгодичников. В связи с победой над Германией и Японией, произведена демобилизация СССР, потребность в офицерских кадрах уменьшилась, многие училища стали расформировывать, также в конце 1940-х и начале 1950-х годов, руководство Союза понимало опасность применённого североамериканцами ядерного оружия, проводимых ими разработок химического и биологического оружия, и стало реализовывать меры по защите от него. 18 мая 1954 года Постановлением Совета Министров СССР и директивой Генерального штаба Вооружённых сил СССР № 7/64760 «в целях обеспечения Советской Армии ВС СССР офицерскими кадрами химических войск» на базе Саратовского военного пехотного училища было сформировано Саратовское училище химических войск (Войсковая часть № 14458) предназначенное для подготовки офицеров — командиров взводов и техников химиков-аналитиков для химических войск.

## Состав
Пехотное училище было сформировано в составе управления, четырёх батальонов численностью около 2 000 человек. С июля 1942 года по август 1943 года в училище было пять батальонов (три курсантских стрелковых, курсантский миномётный и курсантский пулемётный батальоны), с августа 1943 года по август 1944 года — четыре батальона (два курсантских стрелковых, курсантский пулемётный и курсантский миномётный), с августа 1944 года и до конца войны — два курсантских стрелковых и один курсантский миномётный.
Для обеспечения повседневной деятельности училища и учебного процесса его штатом предусматривались рота обеспечения, артиллерийская батарея, взвод связи, хозяйственный взвод и экипаж (расчёт) танка.

## Учебно-материальная база
В штате СПУ, в начале сформирования, было несколько автомобилей, десяток лошадей и один учебный танк, к 1950-м годам из ВВТ было: два основных танка Т-34-85, автомобили «Студебеккер», «Додж», несколько отечественных автомобилей ЗИС–5 и ГАЗ–АА, да ещё десяток лошадей. Также Саратовское училище имело:
- здание управление училища;
- здание учебного корпуса;
- здание медицинского пункта;
- здание двухэтажное, для общежития офицеров и сверхсрочнослужащих;
- три казармы, из них две трёхэтажных курсантские и одна двухэтажная для роты обеспечения учебного процесса (рОУП), причём отопление в них было печное.

## Начальник, В/З — годы
- Лебедев, полковник — с 06.03.1942 по 16.03.1942[1];
- Михаил Михайлович Романов, полковник, ВрИО — с 17.03.42 по 18.04.1942[1];
- Иван Семёнович Гогунов[4], полковник, генерал-майор — с 20.04.1942 по 31.12.1945[1];
- Яков Андреевич  Мартыненко[8][4], генерал-майор — с 01.01.1946 по ??.05.1947;
- В. Ф. Стенин[4], Герой Советского Союза, генерал-майор — с ??.??.1947 по ??.??.1951;
- Д. И. Загребин[4], полковник , генерал-майор (с 1953 года) — с ??.??.1951 по ??.??.1954.